# RHAPSODY 〜the video〜
『RHAPSODY 〜the video〜』（ラプソディー ～ザ・ビデオ～）は、1994年に発表されたRCサクセションのライブ・ビデオ。

## 解説
1980年4月5日に東京・霞ヶ関、久保講堂にて行なわれたRCサクセションのコンサートを収録したビデオ。同日のコンサートは1980年6月5日にアルバム『RHAPSODY』として発売された。同アルバム販売促進用のビデオ『RCサクセション in Concert』を元に本ビデオが制作された。
音声は映像に合わせてリミックスされ、一部マスターテープから削除された箇所はオリジナルビデオのモノラル音声を使用している。アルバム『RHAPSODY』未収録の「スローバラード」は1994年のCDボックス『コンプリートBOX』で未編集のMCと共に音盤化された。
このビデオの存在は、1992年にCD化されたベスト盤『THE RC SUCCESSION名曲集』の連野城太郎によるライナー・ノーツで広く知られるようになった。1998年、ポリグラムより『THE ROCK'N'ROLL SHOW 80/83』（武道館ライヴとのカップリング・ビデオ）で初DVD化。同時に5.1chサラウンド化された為オリジナルビデオ音声は使用されず、映像と音声が合わない箇所がある。2005年、アルバム『RHAPSODY NAKED』に『THE ROCK'N'ROLL SHOW 80/83』の久保講堂パートのみ再収録された。
アルバム『RHAPSODY NAKED』発売時に制作されたビデオ・クリップ「ラプソディー」は本ビデオの映像を編集したもので、同楽曲の演奏シーンは含まない。

## 収録曲
1. よォーこそ(イントロダクションのみ)
（作詞・作曲 - 忌野清志郎）
2. エネルギー Oh エネルギー
（作詞・作曲 - 忌野清志郎）
3. ブン・ブン・ブン
（作詞・作曲 - 忌野清志郎）
4. スローバラード
（作詞・作曲 - 忌野清志郎・みかん）
5. 雨あがりの夜空に
（作詞・作曲 - 忌野清志郎・仲井戸麗市)
6. キモちE
（作詞・作曲 - 忌野清志郎）